# Jowita Wrzesień
Jowita Maria Wrzesień (ur. 8 grudnia 1993 w Będzinie) – polska zapaśniczka, mistrzyni i reprezentantka Polski.

## Kariera sportowa
Zapasy uprawia od 2006, jest zawodniczką CSiR Dąbrowa Górnicza, gdzie jej trenerem jest Krzysztof Dziad.
W 2016 została akademicką wicemistrzynią świata w kategorii 58 kg. Reprezentowała Polskę na mistrzostwach świata seniorów w 2017 (19. miejsce w kategorii 58 kg), 2018 (24 m. w kategorii 57 kg) i 2019 (5. miejsce w kategorii 57 kg, co dało kwalifikację na Igrzyska Olimpijskie w Tokio (2021)) oraz mistrzostwach Europy seniorów w 2016 (7 m. w kategorii 60 kg), 2018 (8 m. w kategorii 57 kg), 2019 (10 m. w kategorii 57 kg) i 2021 (8 m. w kategorii 57 kg), a także na Igrzyskach Europejskich w 2019 (12 m. w kategorii 57 kg). Na igrzyskach olimpijskich w Tokio (2021) zajęła 16. miejsce w kategorii 57 kg.
Na mistrzostwach Polski seniorów wywalczyła: cztery złote medale (2018 – 57 kg, 2019 – 59 kg, 2020 – 59 kg, 2021 – 59 kg), jeden srebrny medal (2013 – 63 kg), trzy brązowe medale (2014 – 60 kg, 2015 – 60 kg, 2017 – 58 kg), była też młodzieżową mistrzynią Polski (2014, 2015, 2016).